# En sista foxtrot
"En sista foxtrot" är en svensk poplåt från 1989 skriven av Johnny Thunqvist. Den spelades in av Lalla Hansson 1989 och släpptes som singel.
Hanssons inspelning finns inte med på något av hans studioalbum utan släpptes första gången på samlingsalbumet Lalla Hanssons bästa (1989). Låten har senare medtagits på samlingsalbumen 18 favoriter (1998) och Fabulous Forty (2006). Singelns B-sida är "Maria och Lasse", skriven av Hansson och Bengt Palmers och släppt första gången på albumet Hejdlöst (1987).
Omslaget designades av Anders "Studio Matchbox" Rönnblom. Fotograf var Mariann Eklund.
Låten finns även inspelad av Bhonus som B-sida till singeln "Vi kysstes i ett månsken" (1991).

## Låtlista
Sida A
1. "En sista foxtrot" – 3:02 (Johnny Thunqvist)

Sida B
1. "Maria och Lasse" – 4:55 (Lalla Hansson, Bengt Palmers)